# Rita Volk
Rita Volk (uzbeko: Рита Волк), all'anagrafe Margarita Volkovinskaya (uzbeko: Маргарита Волковинская) (Tashkent, 3 settembre 1990) è un'attrice uzbeka con cittadinanza statunitense, conosciuta per il ruolo di Amy Raudenfeld, protagonista di Faking It - Più che amiche, serie televisiva di MTV.

## Biografia
Nata a Tashkent, Uzbekistan, Rita Volk si trasferì a San Francisco con la sua famiglia quando aveva sei anni.
Ha frequentato la Lowell High School di San Francisco. Durante le superiori, ha partecipato a recite scolastiche e approfondito il suo amore nascente per il cinema che, sostiene, ha aiutato lei e la sua famiglia a integrarsi nella lingua e nella cultura americana. Nel 2005 ha vinto il premio SFUSD High School Poet Laureate. Dopo il liceo, Volk ha frequentato la Duke University, laureandosi in Psicologia / Pre-medico. Durante il periodo universitario, ha partecipato a film studenteschi ed è stata membro di Inside Joke, il gruppo di commedia della Duke.

## Filmografia

### Cinema
- Hungover Games - Giochi mortali , regia di Josh Stolberg (2014)
- La rivoluzione di Charlie (Almost Friends), regia di Jake Goldberger (2016)
- We Still Say Grace, regia di Brad Helmink e John Rauschelbach (2020)
- Summer Days, Summer Nights, regia di Edward Burns (2021)

### Televisione
- Rizzoli & Isles  - serie TV, episodio 3x08 (2012)
- Major Crimes  - serie TV, episodio 2x10 (2013)
- Faking It - Più che amiche (Faking It) - serie TV, 38 episodi (2014-2016)
- Condor - serie TV, 4 episodi (2020)

## Doppiatrici italiane
Nelle versioni in italiano delle opere in cui ha recitato, Sarah Bolger è stata doppiata da:
- Gemma Donati in Major Crimes
- Benedetta Ponticelli in Faking It - Più che amiche